# Secolul de aur

Las Meninas (1656)

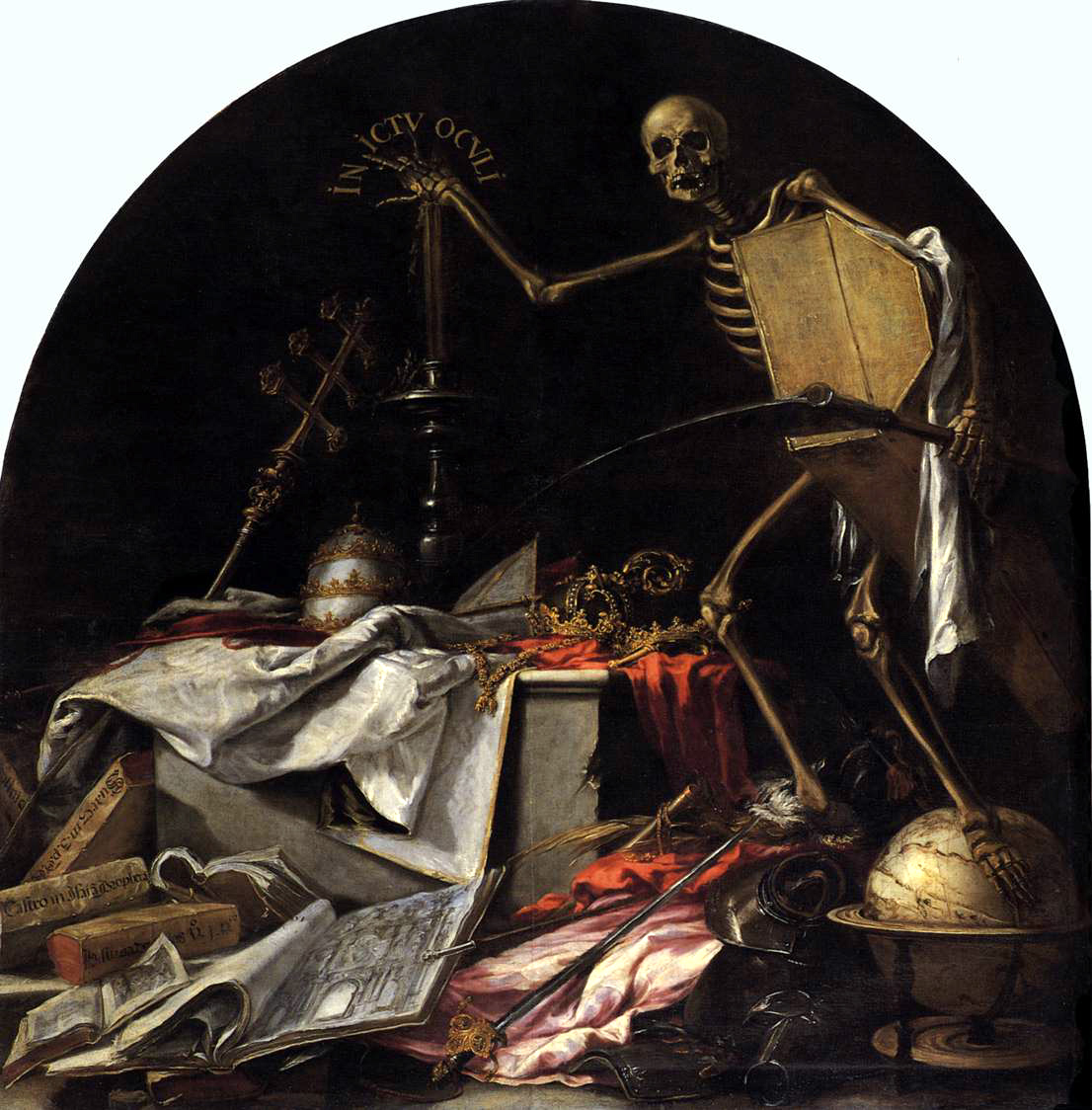
In ictu oculi, vanitas de Juan de Valdés Leal

Prin sintagma „Secolul de aur” se înțelege epoca clasică sau de apogeu a culturii spaniole, în principal perioada Renașterii din secolul XVI și a Barocului din secolul XVII. Raportându-se la evenimente-cheie, s-ar putea afirma că această perioadă începe odată cu publicarea „Gramaticii castiliane”
de către Antonio de Nebrija (1492) și se termină la moartea lui Pedro Calderón de la Barca (1681). Cei mai mari reprezentanți ai acestei perioade sunt considerați a fi Miguel de Cervantes și Lope de Vega.
Alegerea anului 1492 nu este întâmplătoare: este vorba de anul terminării Reconquistei, anul în care puterea politică a musulmanilor în Peninsula Iberică se încheie definitiv. Pe de altă parte, este de asemenea anul expulzării evreilor din teritorii spaniole, care se vor stabili în diverse colonii din Europa, Asia sau nordul Africii, unde vor continua să cultive limba castiliană. Forța militară necesară pentru înfrângerea musulmanilor se va orienta în curând spre teritoriile continentului recent descoperit al Americii. 
Spre sfârșitul secolului XVIII sintagma „Secol de aur”, folosită de Lope de Vega pentru a se referi la secolul în care a trăit, și care a stârnit admirația lui Don Quijote în discursul său despre Epoca de Aur, deja se împământenise. Sintagma a fost consacrată definitiv în secolul XIX de către hispanistul George Ticknor în cartea sa „Istoria literaturii spaniole”, făcând aluzie la faimosul mit din „Teogonia” lui Hesiod, în care poetul grec vorbește de diferite epoci ale omenirii, cărora le corespund metale din ce în ce mai puțin prețioase. 
A fost o perioadă de înflorire politică și economică a Spaniei, care a ajuns să se bucure de mult prestigiu la nivel internațional; în această epocă „noutățile” proveneau din Spania și erau imitate; cunoașterea limbii spaniole ajunsese la modă. S-au dezvoltat în special literatura, artele plastice și muzica. În domenii umaniste s-au remarcat mulți erudiți, în timp ce în domenii științifice precum lingvistica (Francisco Sánchez de las Brozas y su Minerva), geografia, cartografia, antropologia sau științe naturale (botanică, minerologie etc.) au existat de asemenea realizări, datorate în primul rând descoperirii Americii. Figuri eminente în matematici au fost: Sebastián Izquierdo, Juan Caramuel, Pedro Nunes, Omerique, Pedro Ciruelo, Juan de Rojas y Sarmiento, Rodrigo Zamorano, în farmacologie Andrés Laguna, în psihologie Juan Luis Vives și Juan Huarte de San Juan, iar în filozofie Francisco Suárez. S-au dezvoltat de asemenea, în special datorită descoperirii a noi popoare, dreptul natural și drepturile omului, cu personalități precum Bartolomé de las Casas, care a condamnat sclavia.
Secolul de aur se poate împărți în două perioade estetice, prima corespunzătoare Renașterii din secolul XVI (cu domniile lui Ferdinand Catolicul, a lui Carol Quintul și a lui Filip al II-lea al Spaniei) și a doua corespunzătoare Barocului din secolul XVII (cu domniile lui Filip al III-lea al Spaniei, lui Filip al IV-lea al Spaniei și a lui Carol al II-lea al Spaniei). Evenimentele ce au marcat separarea dintre aceste două epoci pot fi considerate Conciliul de la Trento și Contrareforma.

## Literatură
Spania și-a creat în epoca sa clasică o estetică și genuri literare specifice, care au influențat apoi evoluția literaturii universale. 
În ceea ce privește estetica, s-a dezvoltat una realistă, critică la adresa idealismului cavaleresc tipic Renașterii: s-au creat specii naturaliste precum „celestinescul” („Tragicomedia lui Calisto și Melibea” de Fernando de Rojas, „A doua Celestina” de Feliciano de Silva, etc.), nuvela picarescă („Lazariilo de Tormes”, anonim, Guzmán de Alfarache de Mateo Alemán, etc.) sau tipul proteic al nuvelei polifonice moderne („Don Quijote de la Mancha”), pe care Cervantes a definit-o ca „escritura desatada” („scriere dezordonată”). Acestei tendințe anticlasiciste îi corespunde de asemenea noua formulă a comediei create de Lope de Vega și divulgată prin intermediul cărții sale „Arta nouă de a scrie comedii”, din 1609; ruperea unității de acțiune, spațiu și timp avea să influențeze opera a mulți dramaturgi europeni. 
Multe din temele abordate în Secolul de aur provin din bogata tradiție pluriculturală medievală, de inspirație arabă și evreiască, din Romancero sau din cultura italiană, asta datorită prezenței politice a regatului spaniol în Peninsula Italică. Pe de altă parte, specii dramatice precum intermediul sau nuvela cortezană au introdus estetica realistă în comedii, în timp ce comediile de „mantie și spadă” aveau succes la popor datorită figurii „glumețului” (în general un servitor care se remarcă datorită spiritului său). 

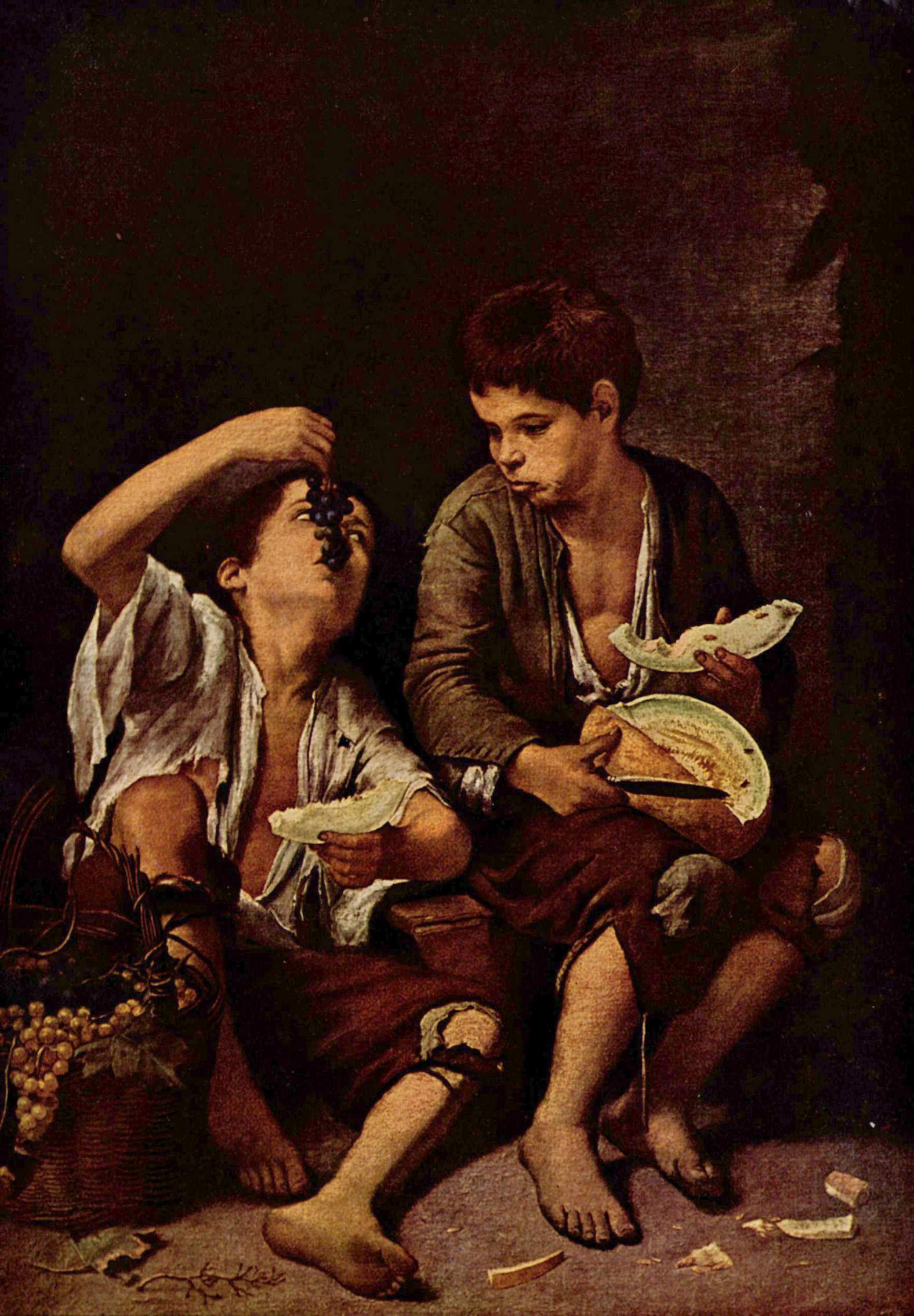
Pictură de Murillo

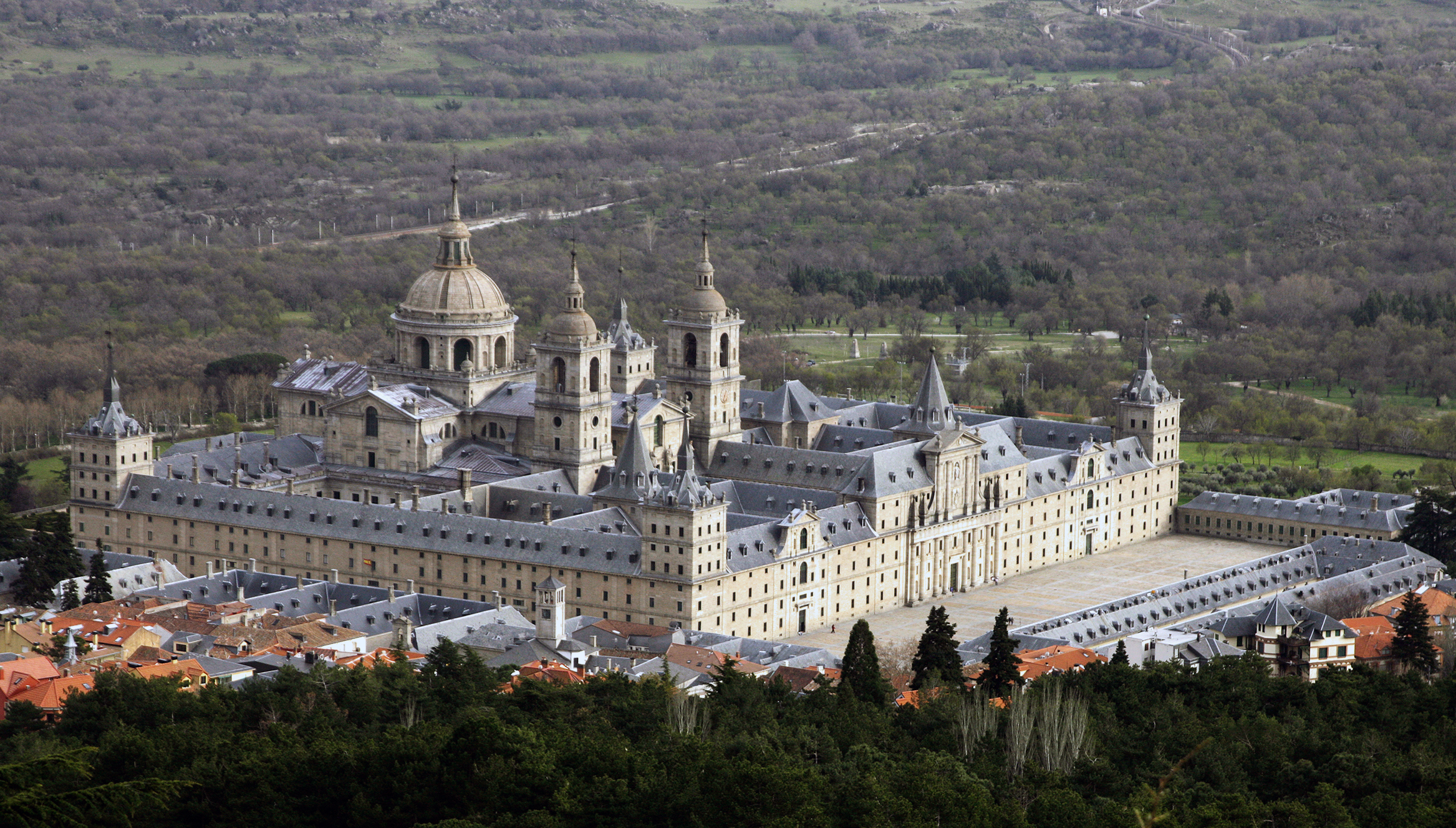
El Escorial, capodoperă a arhitecturii spaniole a secolului de aur

Tendinței spre realismul adresat poporului i s-a opus tendința religioasă, nobiliară și curtezană a barocului, care a adus cu sine importante inovații estetice. Limbajului clar și popular al secolului al XVI-lea, castilianei vii, creatoare și efervescente a lui Bernal Díaz del Castillo sau a Sfintei Teresa („lipsită de afectare, scriu precum vorbesc, și mă preocup doar să aleg cuvintele ce indică cel mai bine ceea ce vreau să exprim”) se opune Juan de Valdés, care face aluzie la Garcilaso când scrie : „dar de multe ori se înțeleg mai bine/ingeniul pur și limba aproape mută,/martori curați ai stării inocente,/decât măiestria elocventului”. Astfel, limbajul Barocului este unul obscur, pretențios și curtezan, având drept rezultat faptul că literatura Renașterii, datând de acum cinci secole, se înțelege mai bine decât ce a Barocului, de acum patru. 
Limba literară a Barocului se complică datorită esteticii conceptiste și a celei culteraniste, ale căror scop este triumful nobilului asupra vulgarului, intelectualizând arta cuvintelor; literatura se transformă astfel într-un fel de scolastică, într-un joc sau un spectacol, iar creațiile ingenioase și moralizante ale lui Francisco de Quevedo sau Baltasar Gracián distorsionează limba, sporindu-i flexibilitatea expresivă și îmbogățindu-i vocabularul (prin intermediul cultismelor). Lucidul Calderón creează formula actului dramatic sacramental (referitor la taina euharistiei), care presupune vulgarizarea antipopulistă și pretențioasă a teologiei, aflându-se în antiteză cu intermediul, care nu va dispărea în totalitate. 
Spre sfârșitul secolului al XVI-lea are loc o înflorire a scrierilor de caracter mistic (Juan de la Cruz, San Juan Bautista de la Concepción, San Juan de Ávila, Santa Teresa de Jesús) și ascetic (fray Luis de León, fray Luis de Granada), pentru ca în secolul XVII să decadă quietismul lui Miguel de Molinos. 

## Arhitectura
Secolul alXVI-lea a fost o tranziție între stilul „plateresc” din Renaștere (cu Regii Catolici) până cel mai pur renacentist, cu Carol V. Cu Filip al II-lea, s-a dezvoltat stilul „herrerist” (numit așa după Juan de Herrera). Capodopera sa a fost Mânăstirea din Escorial. În secolul XVI, stilurile dominante sunt barocul și „Churriguerian-ul”. 